# 오성환 (1906년)
오성환(吳誠煥, 1906년 ~ 1980년 11월 15일)은 대한민국의 정치인이다. 제2대 국회의원을 지냈다.

## 약력
- 도쿄 법과대학 중퇴
- 대한민족대표자대회대의원
- 1948년 5월 10일 : 제헌 국회의원(마포구) 낙선
- 제2대 국회의원

## 역대 선거 결과
|  | 12.83% |

|  | 23.79% |

|  | 34.32% |

## 참고자료
- 오성환 - 대한민국헌정회